# Juan Lizariturry
Juan Lizariturry (* 20. April 1991 in Donostia-San Sebastián) ist ein spanischer Tennisspieler.

## Karriere
Juan Lizariturry spielt hauptsächlich auf der ATP Challenger Tour und der ITF Future Tour. Er feierte bislang vier Einzel- und vier Doppelsiege auf der Future Tour. Auf der Challenger Tour gewann er das Doppelturnier in Cortina d’Ampezzo im Jahr 2014.

## Erfolge
| Legende (Anzahl der Siege)  |
| Grand Slam                  |
| ATP World Tour Finals       |
| ATP World Tour Masters 1000 |
| ATP World Tour 500          |
| ATP World Tour 250          |
| ATP Challenger Tour (1)     |

### Doppel

#### Turniersiege
| Nr. | Datum          | Turnier           | Belag | Partner                | Finalgegner                 | Ergebnis         |
| --- | -------------- | ----------------- | ----- | ---------------------- | --------------------------- | ---------------- |
| 1.  | 3. August 2014 | Cortina d’Ampezzo | Sand  | Íñigo Cervantes Huegun | Lee Hsin-han Vahid Mirzadeh | 7:5, 3:6, [10:8] |